# Julien Crickx
Julien Louis Philippe Crickx (* 17. Januar 1891 in Brüssel; † nach 1920) war ein belgischer Ruderer.

## Biografie
Julien Crickx gewann bei den Europameisterschaften 1920 in Mâcon Silber mit dem Achter des Cercle des Régates de Bruxelles. Bei den Olympischen Sommerspielen 1920 in Antwerpen schied er mit der belgischen Crew in der Achter-Regatta im Vorlauf aus. Sein Bruder Joseph Crickx gehörte ebenfalls zur Bootsbesatzung.